# Camptoscaphiella yinglefeng
Espèce
Camptoscaphiella yinglefeng est une espèce d'araignées aranéomorphes de la famille des Oonopidae.

## Distribution
Cette espèce est endémique du Yunnan en Chine,. Elle se rencontre vers Dali.

## Description
Le mâle holotype mesure 1,65 mm et la femelle paratype 1,76 mm.

## Systématique et taxinomie
Cette espèce a été décrite par Tong et Yang en 2023.

## Étymologie
Son nom d'espèce lui a été donné en référence au lieu de sa découverte, Yinglefeng.

## Publication originale
- Wang, Wang, Tong, Bian & Yang, 2023 : « Three new species of Camptoscaphiella Caporiacco, 1934 (Araneae, Oonopidae) from Yunnan Province, China. » Biodiversity Data Journal, vol. 11, no e109679, p. 1-14 (texte intégral).